# پیز پازولا
پیز پازولا (به لاتین: Piz Pazzola) یک کوه در سوئیس است که در کانتون گراوبوندن واقع شده‌است. پیز پازولا ۲٬۵۸۱ متر بالاتر از سطح دریا واقع شده‌است.